# Nawal El Saadawi
Nawal El Saadawi, —en árabe: نوال السعداوي, romanizado: Nawāl as-Saʿdāwī— (Kafr Tahla, 27 de octubre de 1931-El Cairo, 21 de marzo de 2021) fue una escritora, feminista, médica, y activista política egipcia. Está considerada como una de las feministas más importantes de su generación. En 1972 escribió el libro Mujeres y sexo, en el que denunció la práctica de la mutilación genital femenina, lo que la llevó a perder su trabajo como directora general de Salud Pública del gobierno egipcio.

## Biografía

### Juventud
Nawal, que significa «regalo», nació el 27 de octubre de 1931 en el pequeño pueblo de Kafr Tahla, en la provincia de Al-Kalyoubeya, población cercana al río Nilo, en el delta norte de El Cairo. Saadawi es la segunda de nueve hermanos —tenía cinco hermanas y tres hermanos— que, sin excepción, recibieron educación al menos hasta llegar a la universidad. Su padre Al-Sayed El Saadawi era un hombre conservador y el primero del pueblo que logró graduarse en Dar Al-Oloum. Se manifestó en la revolución egipcia de 1919 en contra de la ocupación británica y del gobierno colonial. Como consecuencia, en 1938, fue enviado al exilio a la provincia de Al-Menoufeya, donde obtuvo el puesto de inspector del Ministerio de Educación y donde permaneció junto a toda la familia hasta 1948. Su madre, Zaynab Hamen, perteneciente a una familia acomodada, educada a la escuela francesa y convencida de la necesidad de educar no solo a los varones sino también a sus hijas, murió a los 45 años y siempre se preocupó por la educación de Nawal. En su noche de bodas tenía tan solo 15 años y su prometido, al que aún no conocía, 16 más que ella.
A los seis años, en 1937, la daya —comadrona— le practicó la ablación del clítoris, una tortura que marcó su vida y su obra:

Cuando tenía 6 años la daya (comadrona) vino con una cuchilla en la mano, me sacó el clítoris de entre los muslos y lo cortó. Dijo que era la voluntad de Dios y que ella había cumplido su deseo.
Nawal El Saadawi, La hija de Isis, p.18

### Carrera
Sadaawi estudió medicina en la Universidad de El Cairo, donde se licenció en 1955, especializándose en psiquiatría. Dedicó sus primeros años como médica a atender a los pacientes del ámbito rural en Kafr Tahla, su pueblo natal, donde pudo observar las dificultades y desigualdades a las que se enfrentaban las mujeres rurales. Allí adquirió un compromiso crítico, en aumento a medida que crecía profesionalmente como médica y escritora, pero también como activista política en el Egipto de Gamal Abel Nasser. En 1957, plasmó estas experiencias y reflexiones en su libro Memorias de una doctora publicadas primero por capítulos en la revista Rose el-Yusuf y, posteriormente, en libro en 1960, generando un significativo impacto tanto en Egipto como en el mundo árabe. Más tarde explicaría que no es solo una experiencia autobiográfica sino la plasmación de la situación de la mayoría de las mujeres en esa sociedad. Desde 1955 a 1965 Saadawi trabajó en el Hospital Universitario. En 1966 se graduó en Salud Pública en la Universidad de Columbia.
Entre la década de 1960 y 1970, su actividad profesional fue especialmente productiva y de responsabilidad: de 1966 a 1972 Saadawi ocupó el puesto de directora general en el Departamento de Educación Sanitaria en el Ministerio de Sanidad de El Cairo y en el mismo intervalo de tiempo, entre 1968 y 1972 asumió también la secretaría general de la Asociación Médica en El Cairo. La muerte de Nasser, en septiembre de 1970, y el nuevo mandato de su sucesor Anwar el-Sadat, en 1971, significó un cambio en su situación, además de mayores dificultades para compaginar su trabajo como médica con la escritura. En 1971 había fundado la Asociación Egipcia de Mujeres Escritoras y en 1972 publicó Women and Sex mientras seguía en su puesto de directora de Educación Sanitaria en el Ministerio de Sanidad, además de fundar y editar la revista Health. Su obra fue censurada: el sexo era un tema tabú en la sociedad egipcia y sus opiniones resultaron especialmente controvertidas. Saadawi fue despedida del Ministerio, además de costarle el puesto de redactora jefa de la revista y la secretaría general adjunta de la Asociación Médica de Egipto. La escritora pasó a la lista negra tras expresar su opinión, entre otras cosas, sobre la situación de las mujeres en una de las conferencias que impartió en la Facultad de Medicina de la Universidad de Ain Shams de El Cairo. Para evitar la censura egipcia, Saadawi empezó a publicar en el Líbano y en 1972 terminó por exiliarse. Ella misma argumentó: «me sentía extranjera en mi país».
Sin embargo, su actividad estaba lejos de estancarse. Desde 1974 hasta 1978 formó parte del Consejo Supremo de Artes y Ciencias Sociales de El Cairo como escritora. Fruto de esa simbiosis entre médica y escritora trabajó en la investigación de la neurosis en las mujeres en la Universidad Ain Shams entre los años 1973 y 1976 publicando su resultado en 1975 en la obra Mujeres y Neurosis.
Entre 1977 y 1987, Saadawi fundó la Asociación Africana para la Investigación y el Desarrollo de las Mujeres, de la cual fue también vicepresidenta durante diez años. Además, de 1978 a 1980 fue nombrada consejera del programa de las Naciones Unidas para las mujeres de África (CEP) y de Oriente Medio (CEPA) trasladando su residencia a Addis Abeba (Etiopía) y realizando continuos viajes a otros países africanos. Sin embargo, la escritora empezó a cambiar su opinión acerca de la organización:

La organización de las Naciones Unidas no es distinta del aparato estatal, y que los expertos que trabajan para las Naciones Unidas están tan preocupados por su sueldo mensual como los funcionarios públicos. Es más, las Naciones Unidas están dirigidas por hombres de las clases altas y las naciones ricas del Primer Mundo, y las mujeres del Tercer Mundo son relegadas a los escalones jerárquicos inferiores.
Nawal El Saadawi, Memoria de la cárcel de mujeres, p.14

### Encarcelamiento
En otoño de 1980 Nawal Saadawi dimitió del cargo y regresó a Egipto con la intención de volcarse en su trabajo de escritora. El 6 de septiembre de 1981 fue encarcelada junto con otros egipcios opuestos a la firma de los Acuerdos de Paz de Camp-David (17 de septiembre de 1981) entre Egipto e Israel.

Fui arrestada porque creí en Sadat. Él dijo que había democracia y que teníamos un sistema de multipartidos, y tú podías criticar. Entonces, yo empecé a criticar su política, y aterricé en la cárcel.
Nawal El Saadawi, Memoria de la cárcel de mujeres

Narra su historia en Memorias de la cárcel de mujeres, publicada en árabe en 1983. En ella cuenta cómo fue detenida en su casa a punta de rifle, sin poderse amparar en la ley pese a que derribaron su puerta sin orden de la Fiscalía General. Durante su estancia en la cárcel, fue ubicada en la celda de las presas políticas y en ella coincidió con otras mujeres activistas: Safinaz, periodista y escritora, Amina Rashid, profesora de la Universidad de El Cairo, las doctoras Latifa al-Zayyat, a quien conocía de hacía 20 años y Awatif Abd al-Rahman, Boduur, Fawqiyya, Nur… en total, catorce mujeres, una de ellas de 16 años. En la cárcel estaba prohibido que las presas políticas tuvieran papel y lápiz pero Nawal utilizó para sus notas papel higiénico y papel de liar. El 28 de septiembre de 1981 fue citada para declarar ante el Fiscal Socialista con las acusaciones de atacar al gobierno durante una conferencia en 1972, instigar a los estudiantes a la rebelión y a la revolución, tener inclinaciones marxistas y oponerse a la firma del Tratado de Camp David, «supuestamente» durante el Congreso Internacional de Mujeres celebrado en julio de 1980. La liberación de Saadawi no se produjo hasta la muerte de Anwar el-Sadat, el 6 de octubre de 1981, dos meses después de su entrada en prisión y tras informar de su situación, e insistir por carta, al nuevo presidente de Egipto, Hosni Mubarak. Mubarak la recibió el 25 de noviembre de 1981 en el Palacio de Aruba y, Saadawi quedó en libertad.

### La vida después de la cárcel
Un año más tarde de su experiencia en la cárcel, Nawal El Saadawi continuó con su activismo y en 1982 fundó y presidió la AWSA (Asociación Solidaria de Mujeres Árabes), organización de carácter internacional que tenía por objetivo apoyar la participación activa de las mujeres árabes y musulmanas en la sociedad, en todos los ámbitos. Fue clausurada por el régimen egipcio en 1991, así como también la revista Noon, que redactaba y distribuía la asociación. En 1983, fue cofundadora de la Asociación Árabe para los Derechos Humanos y en 1985 representó a los países africanos en la conferencia de Nairobi organizada por las Naciones Unidas. Mientras crecía su popularidad, aumentaba también la presión y la censura.
En junio de 1992 su nombre apareció en la lista negra de condenados a muerte por una organización terrorista. El 8 de enero de 1993, ante las amenazas de muerte, se exilió a los Estados Unidos, trabajando como profesora invitada en diferentes universidades, como por ejemplo, en Duke University entre 1993 y 1994 en el área de Estudios Internacionales y Lenguas y Literaturas Asiáticas y Africanas. En 1994 hizo de jurado para el Premio Internacional de Literatura Neustadt, eligiendo al escritor marroquí Mohamed Choukri como su candidato.
En 1996 regresó a Egipto desde donde continuó su activismo en favor de los derechos de las mujeres, especialmente con su obra escrita y lidiando con las dificultades en cuanto a libertad de prensa y pensamiento. En 2001 sus obras fueron vetadas en la Feria Internacional del Libro en El Cairo. En 2001 y 2002 la escritora fue acusada de apostasía -también lo sería más tarde en 2007-, por diferentes motivos, siempre relacionados con su opinión crítica y con declaraciones acerca del Islam, su práctica y su relación con las mujeres. Finalmente salió inocente en todos los procesos.
En 2005 presentó su candidatura a la Presidencia de Egipto estimando que, solo por el hecho del debate suscitado por su candidatura, ya se producía un avance. Según sus palabras en una entrevista del 5 de mayo de 2005, al preguntarle por sus motivaciones respondió:

La mayor parte de las mujeres como yo que dan su opinión son castigadas por el poder local y global. Lo que me ha motivado para presentarme es el conocimiento del origen de la opresión local y global, y cómo las mujeres están oprimidas en todos los niveles, desde el nivel familiar hasta el nivel nacional e internacional.
Nawal El Saadawi, 'Ending Subjugation' 

En 2011 durante las llamadas "revoluciones árabes" Saadawi participó en las manifestaciones de la Plaza Tahrir

## Obra
Mi crimen ha sido pensar, sentir. Pero, para mí, escribir es como respirar el aire de la vida. No puedo parar.
Nawal El Saadawi, La hija de Isis, p.65

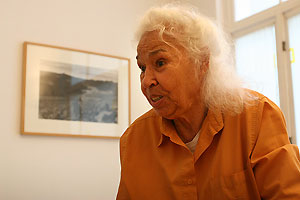
Nawal El Saadawi, Bruselas, Bélgica

En la obra de Saadawi predomina la denuncia de la situación de las mujeres en su país y en el mundo arabomusulmán. La escritora aborda temas como la política, la cultura, la sexualidad, o la religión denunciando la discriminación sexual y la violencia que se ejerce contra las mujeres, especialmente a través de la ablación con argumentos sociales y de tradición. También reivindica que los hijos e hijas puedan adoptar el apellido de la madre y no exclusivamente el del padre.
Saadawi rompe tabúes y su producción literaria no rehúye temas controvertidos como la ablación del clítoris, la utilización del velo, el aborto, el matrimonio o el empoderamiento de la mujer, al igual que se plantea cuestiones antineocoloniales. Con frecuencia utiliza sus experiencias para narrar historias de ficción. En otras ocasiones escribe directamente memorias autobiográficas.

## Vida personal
Saadawi se casó en varias ocasiones. En 1955 se casó con Ahmed Helmi, a quien conoció a los 20 años mientras estudiaba medicina. Era un ferviente nacionalista implicado en la lucha contra el colonialismo británico. El matrimonio duró dos años. En 1956 nació su hija Mona (Mona Helmi) que cursó estudios ambientales y es escritora y poeta. Su segundo marido fue el médico Rashad, un hombre considerablemente rico, con quien se casó por la insistencia de su familia -ha explicado en diversas ocasiones- era un colega de trabajo. También se divorció. Finalmente en 1964 contrajo matrimonio por tercera vez, con Sherif Hatata, médico, escritor, activista político a quien conoció en el Ministerio de Salud, tras haber sido preso político durante 13 años. Fruto de su matrimonio nació Atef, su segundo hijo. Sin embargo, tras más de cuarenta años de matrimonio, Saadawi y Hatata se divorciaron. Hatata tradujo mucha de su obra al inglés y fue con él con quien fundó, en la década de los 60, la Asociación de Educación de la Salud y la revista titulada Health magazine. Desde 1968 a 1974, Saadawi fue la redactora jefe de dicha revista.
Murió el 21 de marzo de 2021 en un hospital de El Cairo a la edad de 89 años.

## Publicaciones

### Listado de obras

#### Árabe
Novela (en árabe)
- Memorias de una joven doctora (Cairo, 1958)
- The Absent One (Cairo, 1969)
- Dos mujeres en una (Cairo, 1971)
- Mujer en punto cero (Beirut, 1973)
- La muerte del único hombre en la Tierra (Beirut, 1975)
- The Children’s Circling Song (Beirut, 1976)
- Las lágrimas de Hamida (Cairo, 1978)
- La caída del Imán (Cairo, 1987)
- Ganat y el Demonio (Beirut, 1991)
- Amor en el reino del petróleo (Cairo, 1993)
- The Novel (Dar El Hilal Publishers Cairo 2004)
- Zeina, Novel (Dar Al Saqi Beirut, 2009)

Historias cortas (en árabe)
- I Learnt Love (Cairo, 1957)
- A Moment of Truth (Cairo, 1959)
- Little Tenderness (Cairo, 1960)
- The Thread and the Wall (Cairo, 1972)
- Ain El Hayat (Beirut, 1976)
- She was the Weaker (Beirut, 1977)
- Death of an Ex-minister (Beirut, 1978)
- Adab Am Kellet Abad (Cairo, 2000)
- Plays (in Arabic)

- Twelve Women in a Cell (Cairo, 1984)
- Isis (Cairo, 1985)
- God Resigns in the Summit Meeting (1996)

Memorias (en árabe)
- Memorias de la cárcel de mujeres (Cairo, 1983)
- Mis viajes alrededor del mundo (Cairo, 1986)
- Memorias de una niña llamada Soad (Cairo, 1990)
- Mi vida, Parte I, Autobiografía (Cairo, 1996)

- Mi vida, Parte II, Autobiografía (Cairo, 1998)
- Mi vida, Parte III, (Cairo, 2001)

No ficción (en árabe)
- Mujeres y Sexo (Cairo, 1969)
- La mujer es el origen (Cairo, 1971)
- Hombres y el Sexo (Cairo, 1973)
- La cara desnuda de la mujer árabe (Cairo, 1974)
- Mujeres y Neurosis (Cairo, 1975)
- On Women (Cairo, 1986)
- Una nueva lucha en la liberación de la mujer árabe (Cairo, 1992)
- Colección de Ensayos (Cairo, 1998)
- Colección de ensayos (Cairo, 2001)
- Derribando Barreras (Cairo, 2004)

#### Obras traducidas al español
- La cara desnuda de la mujer árabe (1991)
- Mujer en punto cero (1989) (1991) (1994) (2017) [Dependiendo de la editorial]
- La caída del Imán (1995) (2000) [Dependiendo de la editorial]
- Memorias de la cárcel de mujeres (1995)
- Dios muere a orillas del Nilo (1996)
- La inocencia del diablo (1998)
- Las lágrimas de Hamida (1999)
- La mujer que buscaba (1998) (2000) [Dependiendo de la editorial]
- Prueba de fuego (2002)
- La hija de Isis (2003)
- Memorias de una joven doctora (2006)
- Dos mujeres en una (2008)
- Colección "Vivencias de mujer" (2008): Vol. 24 (Memorias de una joven doctora) y Vol. 33 (La hija de Isis)
- La cara oculta de Eva (2017)

#### Obras traducidas al catalán
- La cançó circular (1999)
- La dona que buscava (1998)
- Memòries d'una doctora (2006)
- Dona al punt zero (2018)

## Críticas
A pesar de que su actividad ha sido reconocida tanto a nivel nacional como internacional y se ha puesto en valor la visibilidad que ha dado a la situación de la mujer en Egipto y el mundo musulmán con su amplia obra y su activismo político, también ha recibido críticas hacia parte de su trabajo por centrarse en un público internacional y no en el egipcio o en el del mundo árabe.
Entre las críticas más duras está la del filósofo y escritor sirio Georges Tarabishi, quien acusó a Saadawi de elitista y de centrarse en mujeres de una determinada clase social. Tarabishi escribió Mujer contra su sexo en 1988, haciendo una crítica exhaustiva del trabajo de Saadawi.

## Premios y reconocimientos
- 1974: Nawal El Saadawi recibió el Premio Literario por el Consejo Superior de las Artes y de las Ciencias Sociales, en Egipto.
- 1982: Premio Literario de la Asociación de Amistad Franco-Árabe, en Francia.
- 1988: Premio literario de Gubran (Asociación Árabe de los Premios de Australia).
- 2002: Premio Isabel Ferrer por la Generalidad Valenciana.
- 2003: Fue galardonada por la Generalidad de Cataluña con el Premio Internacional Cataluña.
- 2004: El Consejo de Europa le concedió el Premio North-South Prize.
- 2005: Ganó el premio Inana Internacional en Bélgica.
- 2010 Se le otorgó el doctorado honoris causa por la Universidad Nacional Autónoma de México, también Honoris Causa en 2011 en Vrije Universiteit de Bruselas (Bélgica) y en la Université libre de Bruxelles, en Bélgica.
- 2011: Ganó el premio en la categoría de internacional de la XIV edición de los Premios Mujeres Progresistas de la Federación de Mujeres Progresistas, Madrid y el premio Stig Dagerman (Suecia).[45]
- 2012: Fue galardonada con el premio de la paz Seán MacBride, entregado por el International Peace Bureau.[46]
- 2016: Se le concedió en Madrid el premio especial Optimistas Comprometidos otorgado por la revista Anoche tuve un sueño.[47]

## Documental
Nawal El Saadawi es una de las protagonistas del documental Palabra de mujer, dirigido por Silvia G. Ponzoda, que obtuvo el premio del Jurado del Festival de Cine de Mujeres de San Diego en 2006.